# Arnos Grove (metropolitana di Londra)
Arnos Grove è una stazione della metropolitana di Londra, servita dalla linea Piccadilly.

## Storia

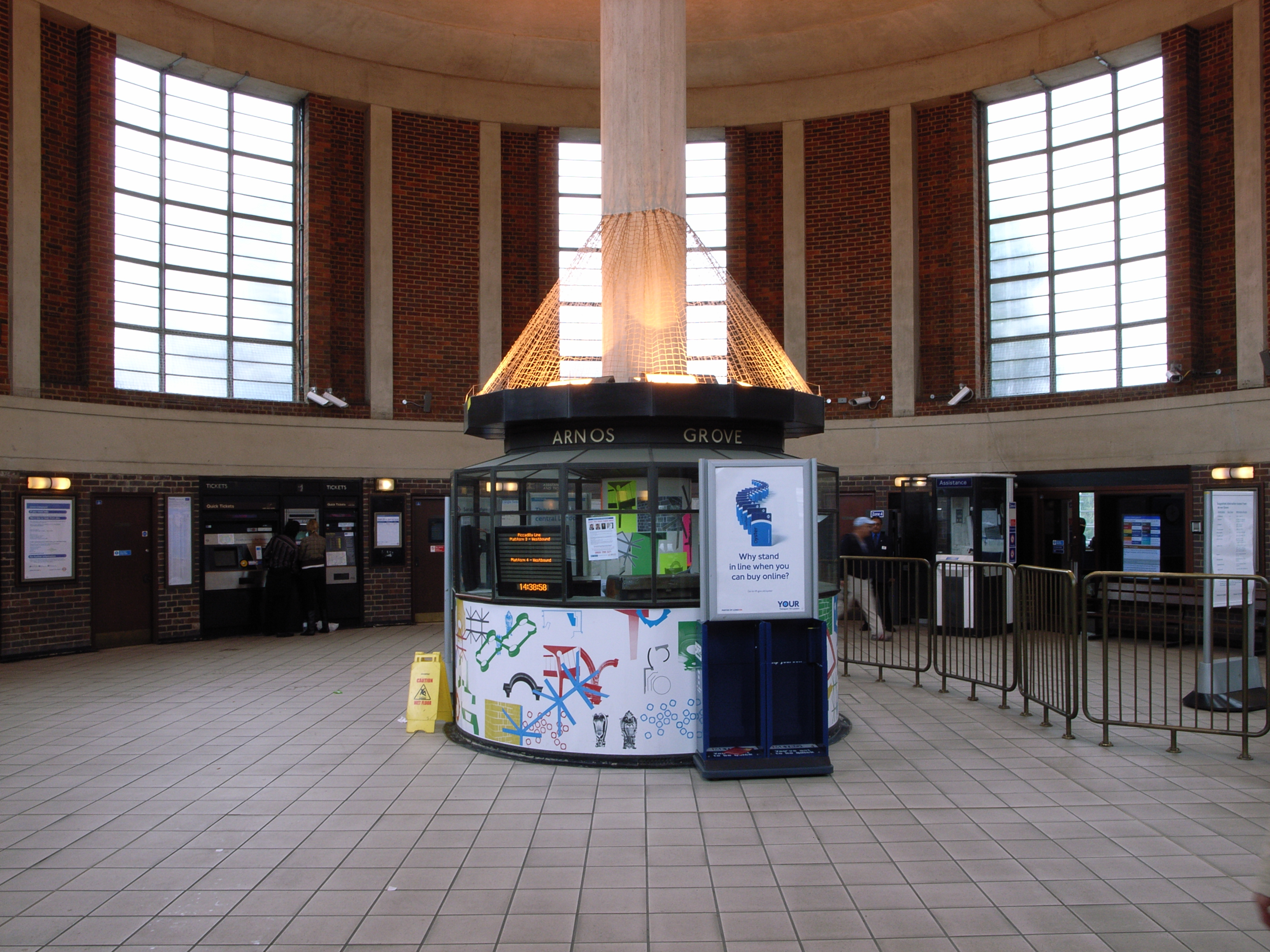
La sala biglietti di Arnos Grove

La Great Northern (GNR) e il suo successore, la London and North Eastern Railway (LNER), si rifiutarono per diversi anni di estendere la propria rete ferroviaria nei sobborghi di Haringey ed Enfield. Ciò malgrado, seguendo l'opinione pubblica ormai fatta saldissima, negli anni trenta la linea venne estesa da Finsbury Park fino a Cockfosters via Arnos Grove; quest'ultima stazione venne aperta il 19 settembre 1932, e venne rapidamente denominata «Arnos Grove» in seguito ad un sondaggio (le alternative erano «Arnos Park», «Bowes Road» e «Southgate»). La stazione rimase il capolinea nord fino al 13 marzo 1933, quando venne aperto il resto dell'estensione fino a Cockfosters.
La notte del 13 ottobre 1940, durante il Blitz, un velivolo tedesco sganciò una bomba negli agglomerati residenziali a nord della stazione di Bounds Green; la distruzione di quest'ultimi causò il crollo della galleria della banchina che serviva i treni diretti ad ovest. Di conseguenza, i servizi ferroviari tra Wood Green e Cockfosters vennero interrotti per due mesi, riaprendo il 9 dicembre 1940 Altri due incidenti hanno segnato la storia di Arnos Grove: un deragliamento, l'11 agosto 1948, e infine gli attentati del 7 luglio 2005, perpetrati per mano di quattro terroristi che hanno fatto esplodere una bomba in un treno che stava viaggiando tra King's Cross St. Pancras e Russell Square (il traffico ferroviario tra Hyde Park Corner e Arnos Grove, prontamente interrotto, venne ripristinato solo il 4 agosto dello stesso anno).

## Strutture e impianti
La stazione è ubicata nel quartiere di New Southgate, nelle immediate circostanze di Arnos Park, e si affaccia su Bowes Road; è la prima fermata di superficie dopo la lunga galleria che inizia a est di Barons Court e passa al di sotto del centro di Londra. La stazione - così come il quartiere circostante - deve il proprio nome alla tenuta di Arnos Grove, una volta collocata a nord del fabbricato viaggiatori.
Così come le altre stazioni progettate da Charles Holden per quest'estensione, Arnos Grove è stata costruita in un moderno stle europeo con l'impiego di mattoni, vetro e calcestruzzo armato, organizzati in modo da formare forme geometriche elementari. La biglietteria, di forma circolare, si eleva da una struttura ad un solo piano e presenta un design esplicitamente desunto dalla Biblioteca civica di Stoccolma progettata da Gunnar Asplund. L'edificio, dal 19 febbraio 1971, è un monumento classificato di Grado II, elevato il 20 luglio 2011 a Grado II*. Fa anche parte dei dodici Great Modern Buildings descritti dal Guardian nell'ottobre 2007.
Tre coppie di binari parallele passano attraverso la stazione, con due banchine ad isola tra il tracciato centrale e quelli esterni. I margini delle banchine sono numerati da 1 a 4, così che l'accesso ai binari esterni è garantito dalle banchine 1 e 4, mentre per i binari interni (generalmente usati dalle corse limitate che terminano qui) bisogna usufruire delle banchine 2 e 3. Alle banchine 1 e 2 sostano i treni diretti a Cockfosters, mentre i treni diretti al centro di Londra passano per le banchine 3 e 4.

## Interscambi
Nelle vicinanze della stazione effettuano fermata alcune linee automobilistiche urbane, gestite da London Buses.
- Fermata autobus

## Nella cultura di massa
- L'edificio della stazione appare con il nome di "Marble Hill" nell'episodio "Nido di vespe" della serie televisiva Poirot, tratto dall'omonimo racconto di Agatha Christie, con David Suchet nel ruolo di Hercule Poirot.[8]